# Hier kommt Kurt
Hier kommt Kurt ist ein Lied des deutschen Schlagersängers Frank Zander aus dem Jahr 1989.

## Inhalt
In Hier kommt Kurt präsentiert sich das lyrische Ich namens Kurt einem Publikum, das zwar Helmut Kohl und Elvis, aber noch nicht ihn kenne. Er sei „absolut und optimal“, jede Frau wolle ihn „aus Liebe oder Zorn“. Dass alle um ihn herum „rufen“ und „jodeln“ lasse ihn jedoch völlig unbewegt, er bleibe als einziger stumm. Er benutze weder Helm noch Gurt und beschwere sich nie, sondern stehe über den Dingen. Batman sei gegen ihn ein „Pausenfüller“. In der Schickeria sei er bereits jedem bekannt, nach nächtlichen Affären und der anschließenden Heimkehr zu seiner Frau gehe er zum Ausschlafen ins Solarium. Wenn alle um ihn herum „fetzen“ und „jumpen“, sei er der einzige, der sitze. Einem Einwurf aus dem Publikum entgegnet er: „Wer war das? Geh’ aus mei’m Leben!“ Wo Kurt hinkomme, mache man ihm Platz und gehe ihm aus dem Weg. Während alle um ihn herum „feiern“ und „rocken“, mache er keinen Finger krumm, da er es einfach nicht nötig habe. Daraufhin erwidert nun das Publikum seinen Ausruf: „Hier kommt Kurt!“ Dieser fährt fort, dass dort, wo er sei, das Leben tobe und er immer Rückenwind habe. Er sei „leise, aber wichtig“, „hier und überall“ und kenne „alle, doch nicht richtig“, aber das sei ihm egal. Dies müsse reichen, er wolle nun tanzen. Nur eines habe er noch vergessen: Selbst nach seiner Beisetzung werde die ganze Gruft „Kurt! Wir woll’n Kurt!“ rufen, wozu er auch das Publikum mehrfach auffordert, denn das höre er so gerne.

## Hintergrund
Das Lied wurde vom Interpreten selbst, zusammen mit Hanno Bruhn, geschrieben beziehungsweise komponiert. Zander zeichnete darüber hinaus auch für die Produktion verantwortlich.
Die Erstveröffentlichung von Hier kommt Kurt erfolgte als Single im Dezember 1989 bei Blow Up. Diese erschien als 7″-Single mit der B-Seite Oh Lucie. Im Folgejahr erschien das Lied als Teil von Zanders Studioalbum Kurt – Quo vadis. Ebenfalls im Jahr 1990 erschien eine CD-Maxi-Single, die um den Titel Kurt will tanzen erweitert wurde. 2007 veröffentlichte Zander die Coverversion Hier kommt Knut, in Anlehnung an den gleichnamigen Eisbären, der im Zoologischen Garten Berlin lebte. Diese erschien am 13. April 2007 als Single.
Um das Lied zu bewerben, erfolgte unter anderem ein Liveauftritt in der ZDF-Hitparade vom 21. Februar 1990.

## Charts und Chartplatzierungen
| ChartsChartplatzierungen | Höchstplatzierung | Wochen |
| ------------------------ | ----------------- | ------ |
| Deutschland (GfK)        | 7 (22 Wo.)        | 22     |
| Österreich (Ö3)          | 5 (19 Wo.)        | 19     |
| Schweiz (IFPI)           | 14 (7 Wo.)        | 7      |

| ChartsJahrescharts (1990) | Platzierung |
| ------------------------- | ----------- |
| Deutschland (GfK)         | 44          |
| Österreich (Ö3)           | 16          |

| ChartsChartplatzierungen | Höchstplatzierung | Wochen |
| ------------------------ | ----------------- | ------ |
| Deutschland (GfK)        | 62 (5 Wo.)        | 5      |
| Österreich (Ö3)          | 63 (2 Wo.)        | 2      |